# 香店拳
香店拳，福建拳術，為中國武術流派之一，屬於南拳一脈，2007年成為在福建省省级非物质文化遗产。

## 源流
清朝乾隆年间南少林僧众因反清复明被追剿，武僧智远潜逃到福建“庆香林”香店，躲避清廷之缉拿，在店内暗中授徒，罗汉拳，定下规矩，只传内（香店香场老板和工人）不传外，因避嫌隐名为“香店拳”，歷經數代傳承。

## 介紹
香店拳又名又名“香店手”或“香店法”。经过几百年的发展演变，招式风格要求内外合一，通常分上、中、下三盘，善于短打近攻。动作迅疾、拳势猛烈，且灵活多变，套路结构严密、动作简练，劲路講究深沉浑厚，吞吐有节，刚柔并济，巧拙并存。

## 套路
香店拳主要徒手套路有：硬三战、三战、八步（上、中、下盘）、十字、少林、罗汉、五十四姆拳、十八伏虎腿（四门脚）、三步三、十八学士、百花蓝、鸡法、八步对打。器械套路則包含刀术、锄头、扁担等十多种套路。

## 來源
1. ↑  .   [2023-01-13]. （原始内容存档于2023-01-13）. （页面存档备份，存于）
2. 1 2  王华南《南少林香店拳的源流及其风格特点研究》